# 3 grosze (1796–1797)
3 grosze (1796–1797) – moneta trzygroszowa bita dla Prus Południowych w latach 1796 i 1797 na stopę menniczą zbliżoną do polskiej z 1766 r.

## Awers
W centralnym części umieszczono popiersie Fryderyka Wilhelma II z prawego profilu, dookoła napis: „FRIDERICUS•WILHELM•BORUSS•REX”.

## Rewers
Na owalnej tarczy zwieńczonej koroną umieszczono orła pruskiego, wokół tarczy wieniec, pod nim znak mennicy – literka A, B albo E, dookoła napis: „GROSSUS•BORUSS•MERID•TRIPLEX•” albo „GROSSUS•BORUS•MERID•TRIPLEX•”, z po nim rok bicia: 1796 lub 1797.

## Opis
Moneta była bita w miedzi, w mennicach w Berlinie (literka A), we Wrocławiu (literka B) i Królewcu (literka E). Stopień rzadkości poszczególnych roczników przedstawiono w tabeli:
| Nominał  | Rok  | Nazwa prowincji na rewersie | Znak mennicy | Mennica   | Stopień rzadkości | Liczba egzemplarzy | Liczba odmian | Uwagi                                                                | Zdjęcie |
| -------- | ---- | --------------------------- | ------------ | --------- | ----------------- | ------------------ | ------------- | -------------------------------------------------------------------- | ------- |
| 3 grosze | 1796 | BORUSS                      | A            | Berlin    | R8                | 2–3                | –             | istnieją monety z napisem na rewersie BORUSSIAE zamiast BORUSS•MERID |         |
| 3 grosze | 1796 | BORUS                       | B            | Wrocław   | R                 | 80 001–400 000     | 2             |                                                                      |         |
| 3 grosze | 1796 | BORUSS                      | B            | Wrocław   |                   | >400 000           | 1             | istnieją monety z napisem na rewersie BORUSSIAE zamiast BORUSS•MERID |         |
| 3 grosze | 1796 | BORUSS                      | E            | Królewiec | R2                | 3001–15 000        | 1             |                                                                      |         |
| 3 grosze | 1797 | BORUSS                      | A            | Berlin    | R2                | 3001–15 000        | 4             |                                                                      |         |
| 3 grosze | 1797 | BORUS                       | B            | Wrocław   | R1                | 15 001–80 000      | 24            |                                                                      |         |
| 3 grosze | 1797 | BORUSS                      | B            | Wrocław   |                   | >400 000           | 8             |                                                                      |         |
| 3 grosze | 1797 | BORUSS                      | E            | Królewiec | R2                | 3001–15 000        | 2             |                                                                      |         |

Wśród kolekcjonerów pojawiają się sprzeczne opinie dotyczące klasyfikacji monet: 3 grosze 1796 A Borussiae oraz 3 grosze 1796 B Borussiae. Ze względu na brak wybitej nazwy prowincji Prusy Południowe (po łacinie Borussia Meridionalis), część numizmatyków przypisuje je prowincjom Prus Zachodnich i Prus Wschodnich, inni zaś klasyfikują te monety jako początkowego, tzn. błędnego bicia dla Prus Południowych. 